# Martin Hřídel
Martin Hřídel (ur. 22 maja 1968 w Kladnie) – czeski piłkarz występujący na pozycji napastnika.

## Życiorys
Na początku seniorskiej kariery był zawodnikiem SK Kladno. W 1992 roku został zawodnikiem JEF United. W barwach tego klubu rozegrał siedem spotkań w Japan Soccer League, debiutując 15 września 1991 roku w wygranym 0:1 spotkaniu z Honda FC. W 1993 roku przeszedł do Slovana Liberec. W 1. českiej fotbalovej lidze zadebiutował 29 sierpnia w zremisowanym 0:0 spotkaniu z Dynamem Czeskie Budziejowice. Piłkarzem Slovana był do 1996 roku, po czym podpisał kontrakt z Viktorią Pilzno. W 1998 roku zakończył karierę. Ogółem wystąpił w 115 meczach 1. ČFL.
W 2007 roku pracował jako asystent trenera w FK Jablonec. W latach 2008–2010 był trenerem SK Kladno. W 2010 roku był ponadto trenerem Zenitu Čáslav i, w okresie od czerwca do września, FK Marila Příbram.

## Statystyki ligowe
| Sezon     | Klub                         | Liga   | Mecze | Gole |
| --------- | ---------------------------- | ------ | ----- | ---- |
| 1991 (j)  | JEF United Chiba             | JSL    | 7     | 0    |
| 1993/1994 | Slovan WSK Liberec           | 1. ČFL | 19    | 2    |
| 1994/1995 | Slovan Vratislav WSK Liberec | 1. ČFL | 29    | 7    |
| 1995/1996 | Slovan Liberec               | 1. ČFL | 27    | 2    |
| 1996/1997 | Viktoria Pilzno              | 1. ČFL | 26    | 3    |
| 1997/1998 | FC Viktoria Plzeň            | 1. ČFL | 14    | 0    |